# James TW
James TW, pseudonimo di James Taylor-Watts (Barford, 27 ottobre 1997), è un cantautore britannico.

## Biografia

### Infanzia
James è nato in Inghilterra, figlio di Sarah Louise (nata Taylor) Taylor-Watts e Richard Ian (nato Watts) Taylor-Watts. Prende il nome da James Taylor, uno dei musicisti preferiti dai suoi genitori. Ha frequentato la Warwick School, la più antica scuola privata per ragazzi in Inghilterra.
Il padre di James, che come hobby suona la chitarra in un gruppo per matrimoni, una volta trovò il giovane James suonare la batteria a casa. Qualche tempo dopo, il batterista della band del padre non poté partecipare a un concerto, quindi la band, per non annullare il concerto, decise di lasciar suonare James. Da allora James si è esibito regolarmente. Ha iniziato a suonare la chitarra a 12 anni e il pianoforte l'anno successivo. Nel 2010 ha aperto il suo canale YouTube.

### Carriera musicale
Nel 2014 James TW ha esordito con l'EP auto-pubblicato Just a Number. All'inizio del 2015 Shawn Mendes ha scoperto il cantante su YouTube e lo ha elogiato su Twitter. Anche l'etichetta di Mendes, la Island Records, ha notato James e gli ha proposto un contratto discografico. Il 30 ottobre 2015 James TW ha pubblicato il suo primo singolo con la major, Black & Blue. Il suo maggiore successo commerciale, When You Love Someone, è uscito all'inizio del 2016. È stato il suo primo ingresso nella Official Singles Chart britannica, dove ha raggiunto la 54ª posizione, ed è stato certificato disco di platino dalla British Phonographic Industry con oltre 600 000 unità vendute a livello nazionale. In Danimarca, dove ha venduto più di 180 000 copie, è doppio disco di platino.
Il 15 aprile 2016 ha pubblicato il suo EP di debutto, First Impressions, contenente cinque canzoni originali e una cover di Torn di Natalie Imbruglia. Fra il 2016 e il 2017 il cantante ha aperto varie date dello Shawn Mendes World Tour. Il 23 gennaio 2017 James TW ha cantato When You Love Someone a The Ellen DeGeneres Show. Il cantante ha pubblicato il nuovo singolo Ex il mese successivo. Nello stesso mese è stato confermato che avrebbe aperto i concerti europei dell'Illuminate World Tour di Shawn Mendes fra aprile e giugno 2017.
Il 18 gennaio 2019 il cantante ha pubblicato un nuovo singolo chiamato You & Me, che ha anticipato l'album di debutto Chapters, uscito il successivo 26 aprile. Il disco ha raggiunto la 18ª posizione nella classifica norvegese e la 33ª in quella svedese. Nel 2021 ha pubblicato i singoli Butterflies e Hopeless Romantics. A tali brani ha fatto seguito l'EP Heartbeat Changes. Nel giugno 2022 l'artista ha pubblicato il suo secondo album in studio, intitolato anch'esso Heartbeat Changes e costituito dalle 6 canzoni già edite nell'EP omonimo e da 6 canzoni inedite.

## Discografia

### Album
- 2019 – Chapters
- 2022 – Heartbeat Changes

### EP
- 2014 – Just a Number
- 2016 – First Impressions
- 2022 – Heartbeat Changes

### Singoli
- 2015 – Black & Blue
- 2016 – When You Love Someone
- 2016 – Crazy
- 2017 – Ex
- 2017 – Please Keep Loving Me
- 2018 – Say Love
- 2018 – Last Christmas
- 2018 – Soldier
- 2019 – You & Me
- 2021 – Butterflies
- 2021 – Hopeless Romantics